# Ray O'Connor
Ray O'Connor (Perth, 6 maart 1926 – Scarborough, 25 februari 2013) was de tweeëntwintigste premier van West-Australië.

## Vroege jaren
O'Conner werd geboren in 1926 in West-Australië. Zijn vader was Alphonsus Maurice O’Connor, een politieagent, en zijn moeder heette Annie Moran. O'Connor liep school in Narrogin, York en aan de 'St Patrick’s Boys’ School' in Perth. Hij begon in 1942 als klerk voor 'Southern Cross Windmills' te werken, een bedrijf in machineonderdelen.
Op 25 april 1944 vervoegde O'Connor de Australian Imperial Force. Hij diende in het '61st Battallion' in onder meer Nieuw-Brittannië en op Bougainville en klom op tot korporaal. O'Connor verliet het leger 31 januari 1947. Hij werkte vervolgens als klerk, winkelier en kredietmanager.
O'Connor was een onderscheiden sportman. Hij won de West-Australische kampioenschappen atletiek in 1943 in de disciplines hordelopen en discuswerpen. In 1944 speelde O'Connor Australian football voor South Fremantle en van 1948 tot 1950 voor East Perth. Van 1969 tot 1974 was hij voorzitter van de 'WA Sportsmen’s Association'.
Op 17 juni 1950 trouwde O'Connor in de 'St Francis Xavier’s Church' in East Perth met Beverley Vilma Lydiate. Ze zouden samen vier dochters en vier zonen krijgen. Het koppel scheidde en op 14 maart 1973 hertrouwde O'Connor in Perth met Vesna Frances Stampalia.
Van 1955 tot 1960 was O'Connor mede-eigenaar van de 'Beehive Tea Rooms' op de 'Forrest Place' in Perth en van 1957 tot 1960 van het tweedehandsautobedrijf 'Inglewood'. In 1957 werd O'Connor directeur van de 'Town and Country Terminating Building Society' en tussen 1964 en 1966 was hij stichtend directeur van de 'Town and Country Permanent Building Society'.

## Politieke carrière
O'Connor nam als onafhankelijk liberaal voor het kiesdistrict 'Metropolitan Province' aan de verkiezingen van 1956 voor het hogerhuis ('Legislative Council') deel. Hij raakte echter niet verkozen. In 1957 trad O'Connor toe tot de 'Liberal Party'. Op 21 maart 1959 werd hij voor het kiesdistrict 'North Perth' in het lagerhuis ('Legislative Assembly') verkozen.
Van 1965 tot 1971 was O'Connor minister van vervoer en spoorwegen, van 1974 tot 1977 minister van vervoer, verkeer, politie en veiligheid, van 1977 tot 1978 minister van openbare werken, watervoorziening en huisvesting en van 1978 tot 1980 minister van arbeid, industrie, consumentenzaken, immigratie, visserij, wildbeheer en natuurbescherming. Van 1980 tot 1982 was hij vicepremier en minister van arbeid, industrie, consumentenzaken, immigratie, toerisme, regionale administratie en het departement North-West.
Op 25 januari 1982 volgde O'Connor Charles Court na diens opruststelling op als premier van West-Australië, minister van financiën en minister van economie en regionale ontwikkeling. Hij verloor de verkiezingen van 1983 echter en werd op 25 februari 1983 door Brian Burke opgevolgd. O'Connor was vervolgens tot 16 februari 1984 oppositieleider en schaduwminister van financiën, economische en regionale ontwikkeling en van defensie.

## Einde carrière
Na zijn politieke carrière werd O'Connor voorzitter en stichtend directeur van 'Elmina NL', een goudmijnbedrijf. Van 1984 tot 1996 leidde hij 'Ray O’Connor Consultancy'. In 1997 werd O'Connor vertegenwoordiger voor 'Hector Real Estate'.

## Nalatenschap
O'Connor woonde op het einde van zijn leven in een verzorgingshuis. Hij stierf op 25 februari 2013. O'Connor werd op het kerkhof van Karrakatta in het bijzijn van voormalig premier Charles Court gecremeerd.
- Nationale bibliotheek van Australië: 35394955
- Virtual International Authority File: 92305498